# Köyceğiz, Karayazı
Köyceğiz là một xã thuộc huyện Karayazı, tỉnh Erzurum, Thổ Nhĩ Kỳ. Dân số thời điểm năm 2011 là 821 người.